# Antoine Hertrich
Antoine Hertrich est un footballeur français né le 15 juin 1929 à Fegersheim dans le Bas-Rhin et mort le 27 juillet 1982 à Strasbourg. Il évoluait au poste d'ailier droit.

## Carrière
Il réalise la plus grande partie de sa carrière au Racing Club de Strasbourg, où il joue 92 matchs en Division 1 et 27 matchs en Division 2 entre 1951 et 1959. Il était surnommé « Maennele », ce qui signifie « petit homme » en alsacien.
En 1959-1960, il va jouer au CO Roubaix-Tourcoing, où il joue encore 16 matchs de Division 2.
Ayant marqué un total de 39 buts au RC Strasbourg, il est le 19e meilleur buteur de toute l'histoire du club.

## Statistiques
| Saison                | Club                  | Championnat           | Championnat | Championnat | Coupe(s) nationale(s) | Coupe(s) nationale(s) | Total | Total |
| Saison                | Club                  | Division              | M.          | B.          | M.                    | B.                    | M.    | B.    |
| 1951-1952             | RC Strasbourg         | Division 1            | 1           | 0           | -                     | -                     | 1     | 0     |
| 1952-1953             | RC Strasbourg         | Division 2            | 6           | 2           | 2                     | 0                     | 8     | 2     |
| 1953-1954             | RC Strasbourg         | Division 1            | 24          | 13          | 1                     | 0                     | 25    | 13    |
| 1954-1955             | RC Strasbourg         | Division 1            | 11          | 4           | 4                     | 0                     | 15    | 4     |
| 1955-1956             | RC Strasbourg         | Division 1            | 30          | 11          | 3                     | 0                     | 33    | 11    |
| 1956-1957             | RC Strasbourg         | Division 1            | 16          | 1           | 3                     | 1                     | 19    | 2     |
| 1957-1958             | RC Strasbourg         | Division 2            | 21          | 7           | 1                     | 0                     | 22    | 7     |
| 1958-1959             | RC Strasbourg         | Division 1            | 10          | 0           | 1                     | 0                     | 11    | 0     |
| 1959-1960             | CO Roubaix-Tourcoing  | Division 2            | 16          | 6           | -                     | -                     | 16    | 6     |
| Total sur la carrière | Total sur la carrière | Total sur la carrière | 135         | 44          | 15                    | 1                     | 150   | 45    |